# Maroubra yasudai

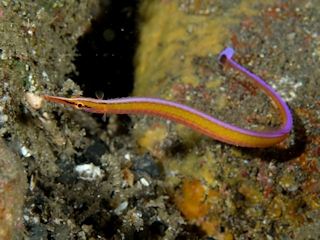
Maroubra yasudai a 47 m, en Osezaki, Izu oeste, Japón

Maroubra yasudai es una especie de pez de la familia Syngnathidae, en el orden de los Syngnathiformes.

## Morfología
Tienen la boca en forma de tubo, ensanchando algo la cabeza y el cuerpo, que conforman una horizontal, rematada por una distintiva aleta caudal, más grande y ovalada, de color azul-violáceo claro los dos tercios superiores, y el tercio inferior en negro. El cuerpo es color naranja, con una raya horizontal en la parte superior, de color azul-violáceo claro, que se extienden también a las partes superiores de la cabeza y el hocico. Tienen una raya marrón horizontal que atraviesa el ojo, desde el hocico hasta el opérculo.
Los machos tienen una bolsa incubadora bajo el abdomen, y las hembras tienen ovopositor.
Los machos pueden alcanzar 16,2 cm de longitud total.

## Reproducción
Es ovovivíparo y el macho transporta los huevos en una bolsa ventral, la cual se encuentra debajo de la cola. La bolsa de cría se extiende, desde detrás de las aletas pectorales, hasta más allá de la mitad inferior del cuerpo del macho. Esta bolsa contiene el esperma y reacciona ante la puesta de huevos de la hembra, elevándose alrededor de cada uno, fertilizándolos y endureciéndolos dentro de una pequeña taza, para mantenerlos. Pueden poner entre 60 y 140 huevos por puesta.

## Hábitat y comportamiento
Es un pez de mar, de clima templado, demersal, asociado a arrecifes rocosos, que frecuenta cuevas y grietas ricas en invertebrados, a los que rastrea nadando boca abajo en posición vertical.
Se localiza entre 25-30 m de profundidad.

## Distribución geográfica
Se encuentra en la isla de Honshu y la península de Izu, Japón.